# آرامه
Aramu Arame یا Arama بین سال‌های ۸۵۸ و ۸۴۴ پیش از میلاد پادشاه اورارتو بود. او به عنوان نخستین شهریار کشور اورارتو در منطقه میان وان و دریاچه ارومیه شناخته شده‌است. او پادشاه آشوریان شلمنسر سوم را شکست داد و سلسله اورارتو را پایه‌گذاری کرد. اعتقاد بر این است که آرامه شهر توشپا رو بازپس گرفت و بر آن پادشاهی کرد.